# 空想性错视

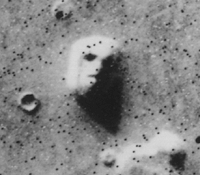
火星塞東尼亞區的一张平顶山的卫星照片，常常被称为“火星人脸”，并被当作外星生命存在的证据之一，但后来多角度的高清照片显示出这张“人脸”只是岩石天然形成的。

空想性错视（英語：Pareidolia），也被称为空想性错觉、幻想性错觉，是一种心理现象，指的是大脑对外界的刺激（一副画面或一段声音）赋予一个实际的意义，但只是巧合，实际上“意义”并不存在。
人们常常会将诸如云朵看成动物、人脸、物品等。此外，“月面人脸”、“月兔”、音乐倒放、快放、慢放时听到的“隱藏訊息”等都属于空想性错视带来的幻觉。

## 成因

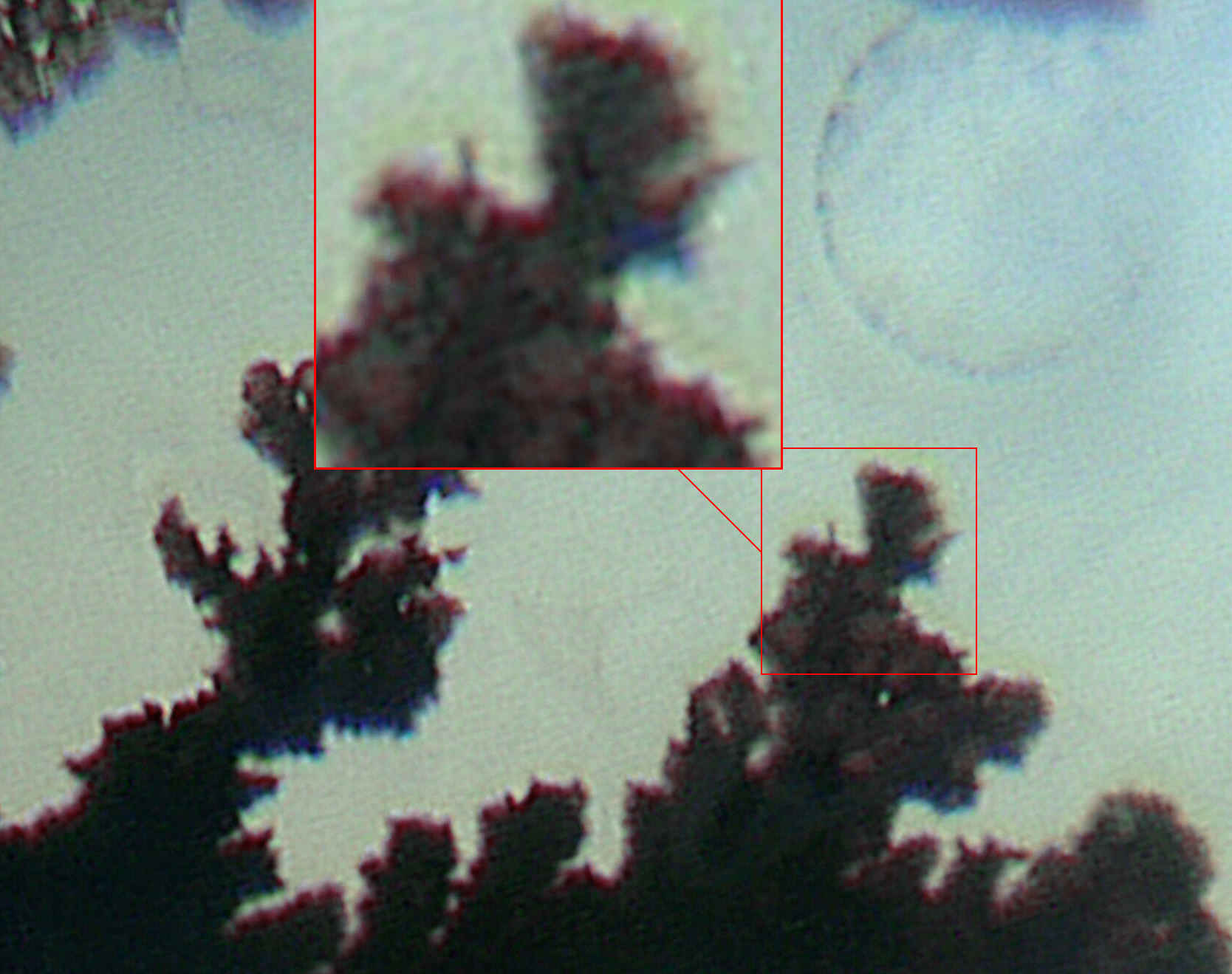
树枝状玛瑙里的“人”

空想性错视可使人将随机的画面想成人脸。2009年一项脑磁图研究显示，那些被错视为人脸的物品在大脑的梭狀臉區产生了较早激活（165毫秒）。这一表现和看見人脸时大脑所产生的反应相似，但人们看到一些其他的常见物时则不会产生这类反应。研究人员认为，由类似人脸产生的物品引发的人脸识别属于相对的早期处理过程，而不是稍后的认知理解现象。 2011年的一项功能性磁共振成像研究揭示了类似的现象，反复展示那些“有意义的”形状会降低在看到正常物体时，核磁共振的强度。这些研究结果都显示出人们在处理这些模糊的外界刺激时，会试图于将其理解成已知的、熟悉的物品。
这些研究解释了为什么人们能够毫不犹豫地将几个圆形加几条线组成的图案看成人脸。那些“像人脸一样”的物品能够激活大脑的认知过程，提醒观察者要注意对方的情绪和对方的同一性。在大脑开始处理信息之前，甚至是在大脑还没接收到信息之前，这一过程就已经开始。前文描述的那种简笔画涂鸦出来似的“火柴人脸”虽然很简单（寥寥几笔），但是却能传达一些感情信息（这张脸是否悲伤、难过等等）。有一种假说称，人们的这种反应是在自然选择的过程中进化而来。那些对于面部表情所传达的信息能够明察秋毫的人能够提前做好相应的措施（比如，受到威胁的时候能够快速逃脱或准备好进攻），因而获得了更大的生存机会。这也就是说，那些潜意识中就已经处理好面部信息的人能够更好地应对突如其来的危机，迅速做出决定，而不用等到大脑慢慢地将信息一点点消化完。这种能力虽然针对探测人类的情感，但是在野生动物身上也有这种功能。

## 有关现象
- 一些人宣称在音乐倒放时能够听到一些“隐藏的信息”，这些信息被倒着录入音乐中，而在音乐正过来播放的时候听不出来。这也属于空想性错视的一种。[7][8]

- “鬼影人”现象也常常由空想性错视引起。人们有时候会将一团黑影看成人形（或其他生物），而那些相信超常现象、超自然现象存在的人们就会认为这是某种力量在显灵。[9]还有些冰毒成瘾者因睡眠不足的原因也自称看到了“鬼影人”。

- 也有人会将普通的物品看成宗教相关的事物，尤其是一些宗教人物的脸。许多人称看到过耶稣[7]、圣母玛利亚[10]、观音菩萨、“安拉”的字样[11]等其他宗教现象。（参见自然现象的宗教联想（英语：Perceptions of religious imagery in natural phenomena））

## 著名的例子

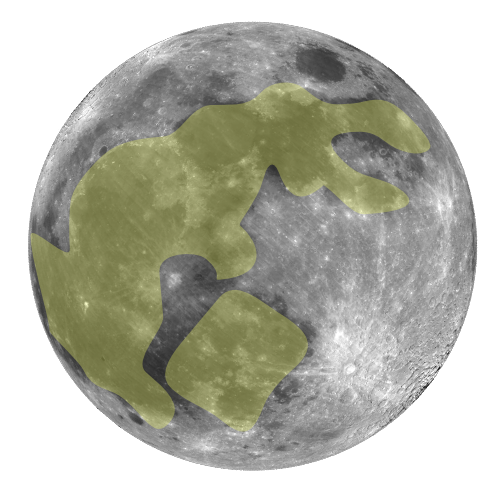
月兔捣药或捣麻糬的形象
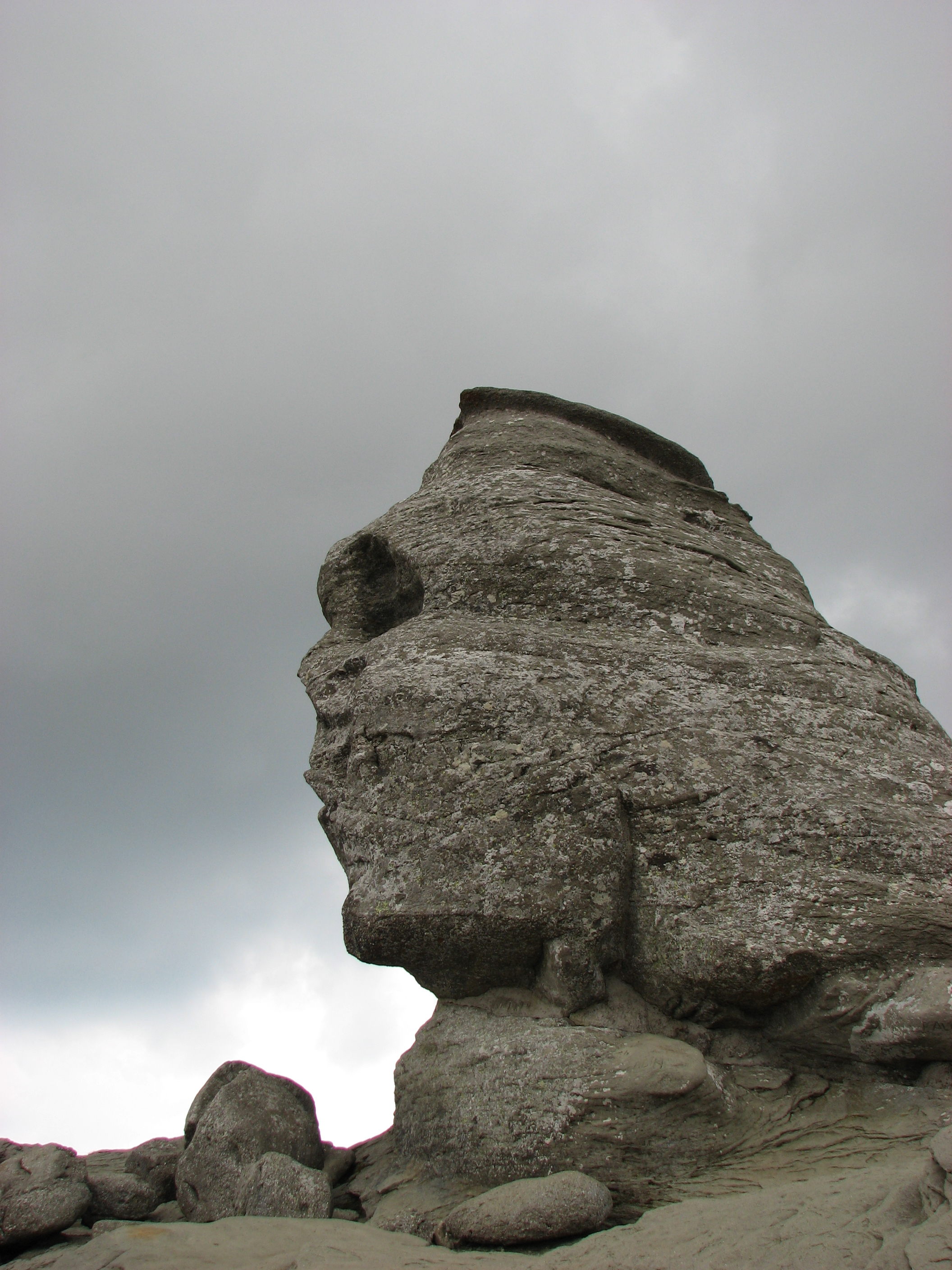
布切吉山脉的罗马尼亚狮身人面像（英语：Sphinx (Romania)）
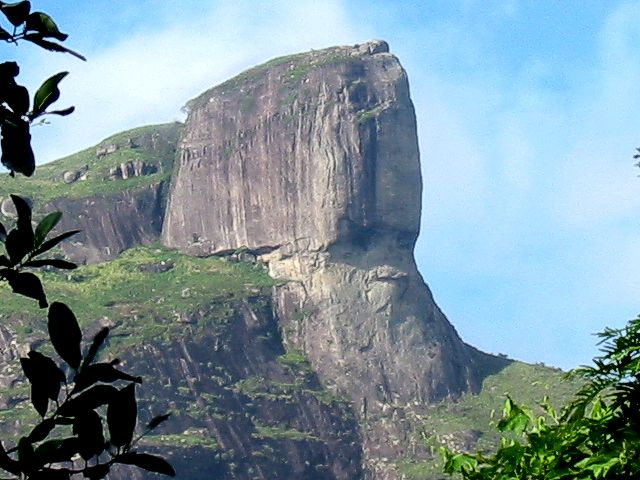
巴西里约热内卢Pedra da Gavea（英语：Pedra da Gávea）山的人脸，人称“皇帝的脑袋”
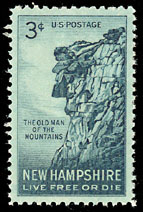
弗兰科尼亚（英语：Franconia, New Hampshire）的老人山（英语：Old Man of the Mountain）
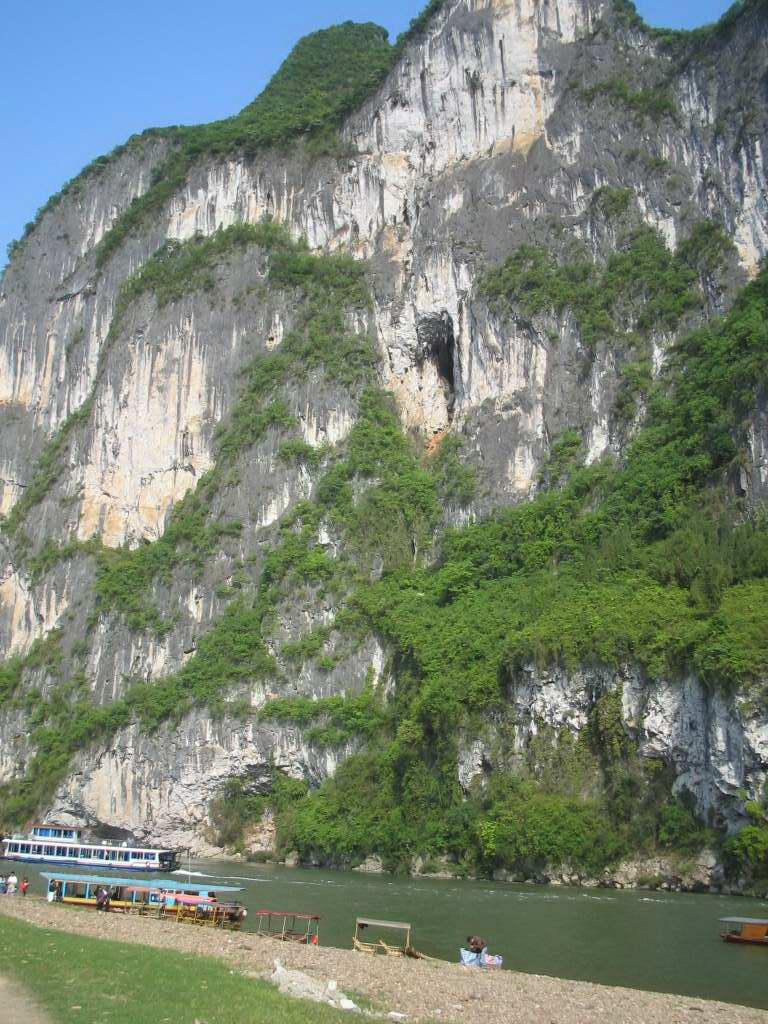
中国桂林的九马画山
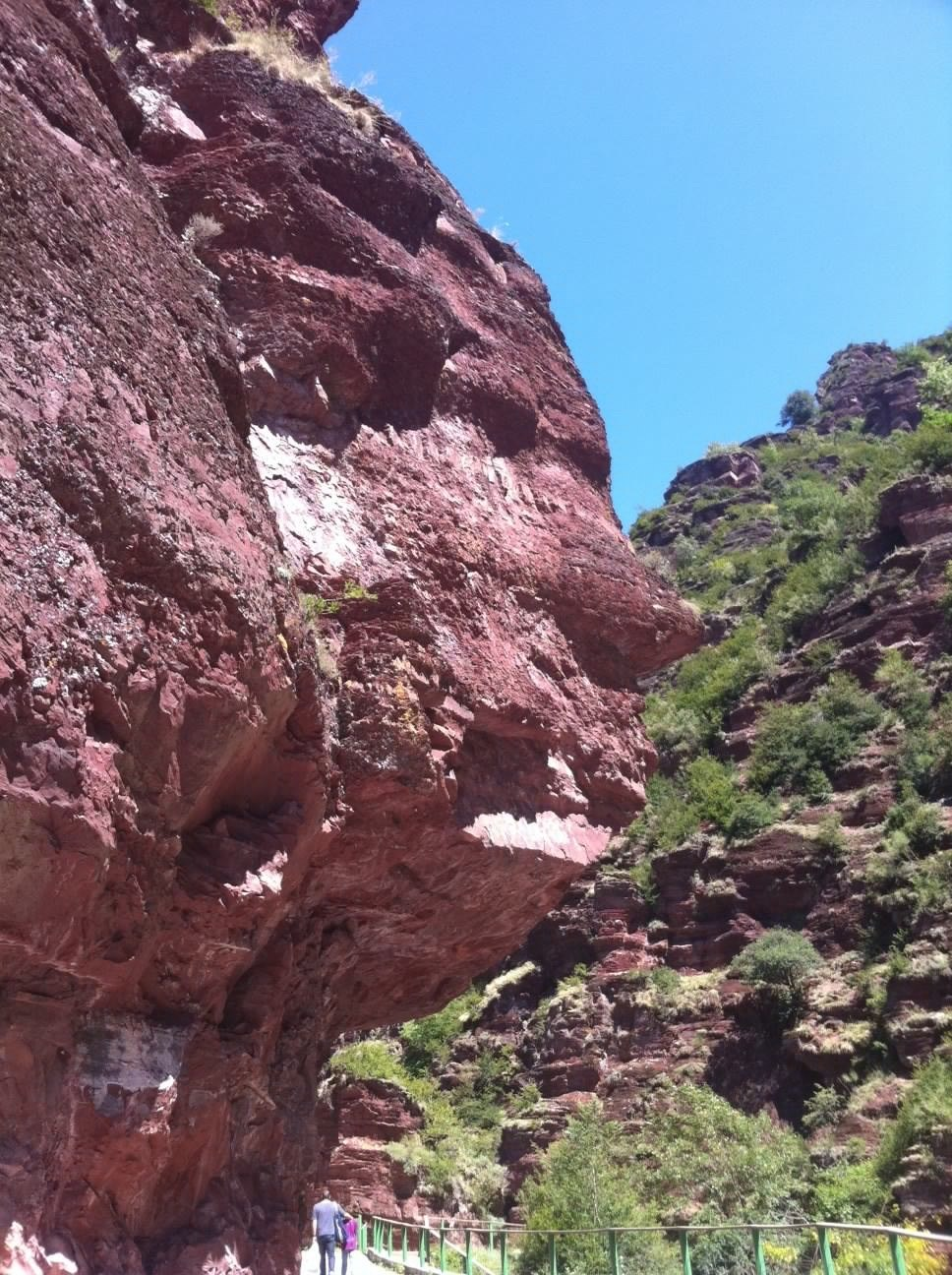
梅康圖爾國家公園红色页岩构成的“鬼脸”
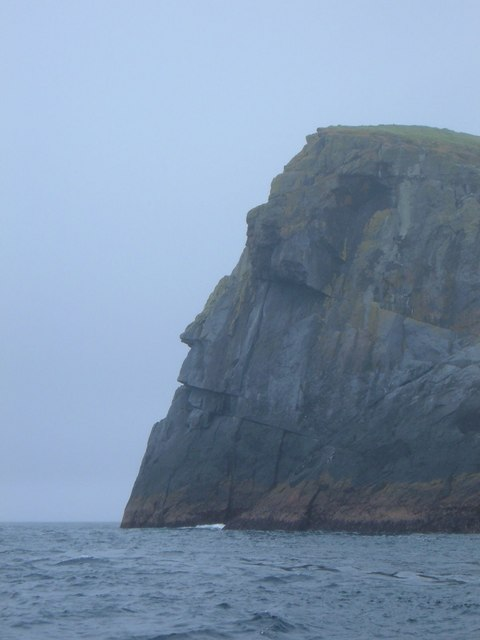
苏格兰聖基爾達群島的Stac Levenish（英语：Stac Levenish）岛
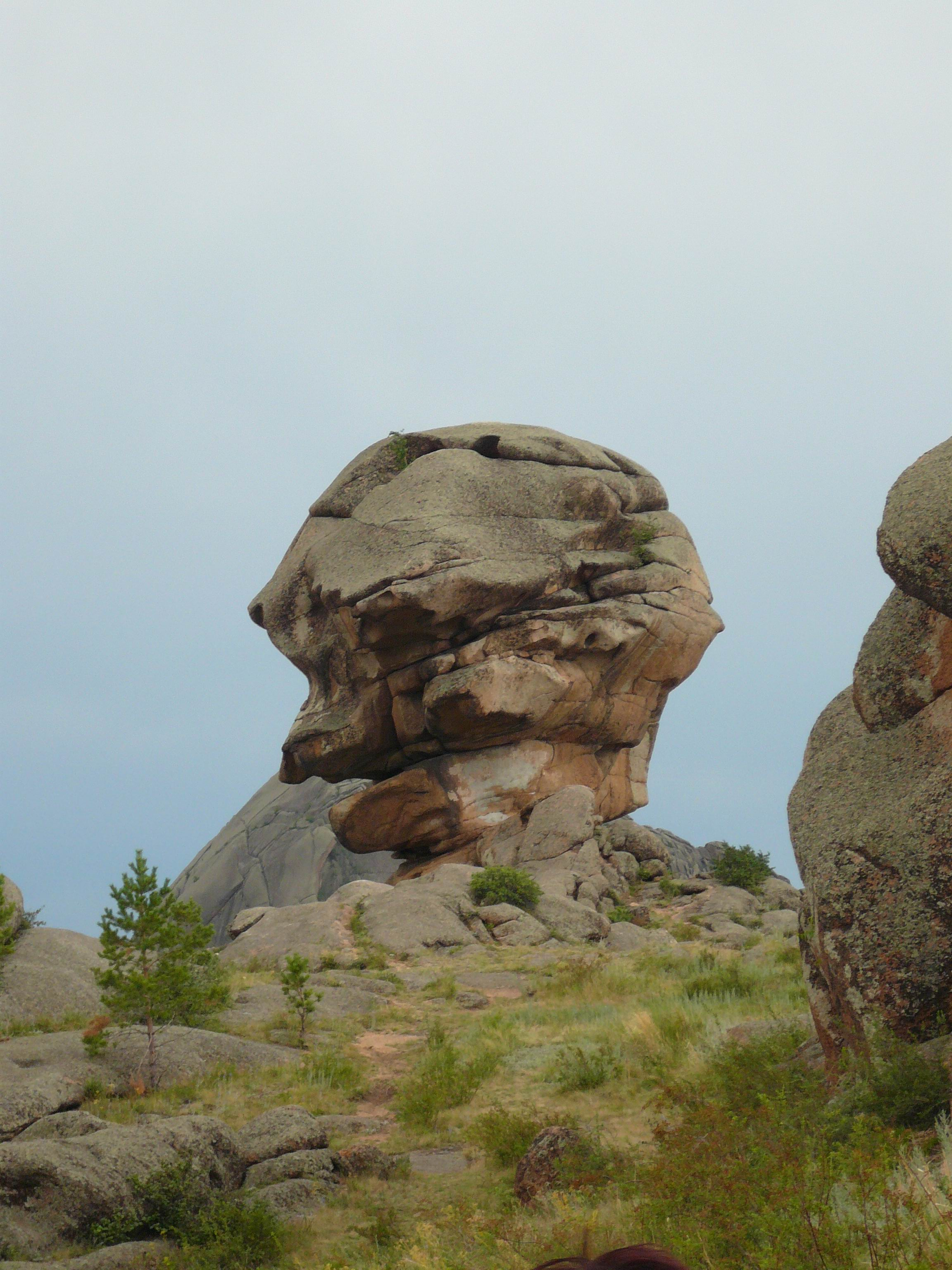
哈萨克斯坦巴彥阿烏爾國家公園的芭芭雅嘎
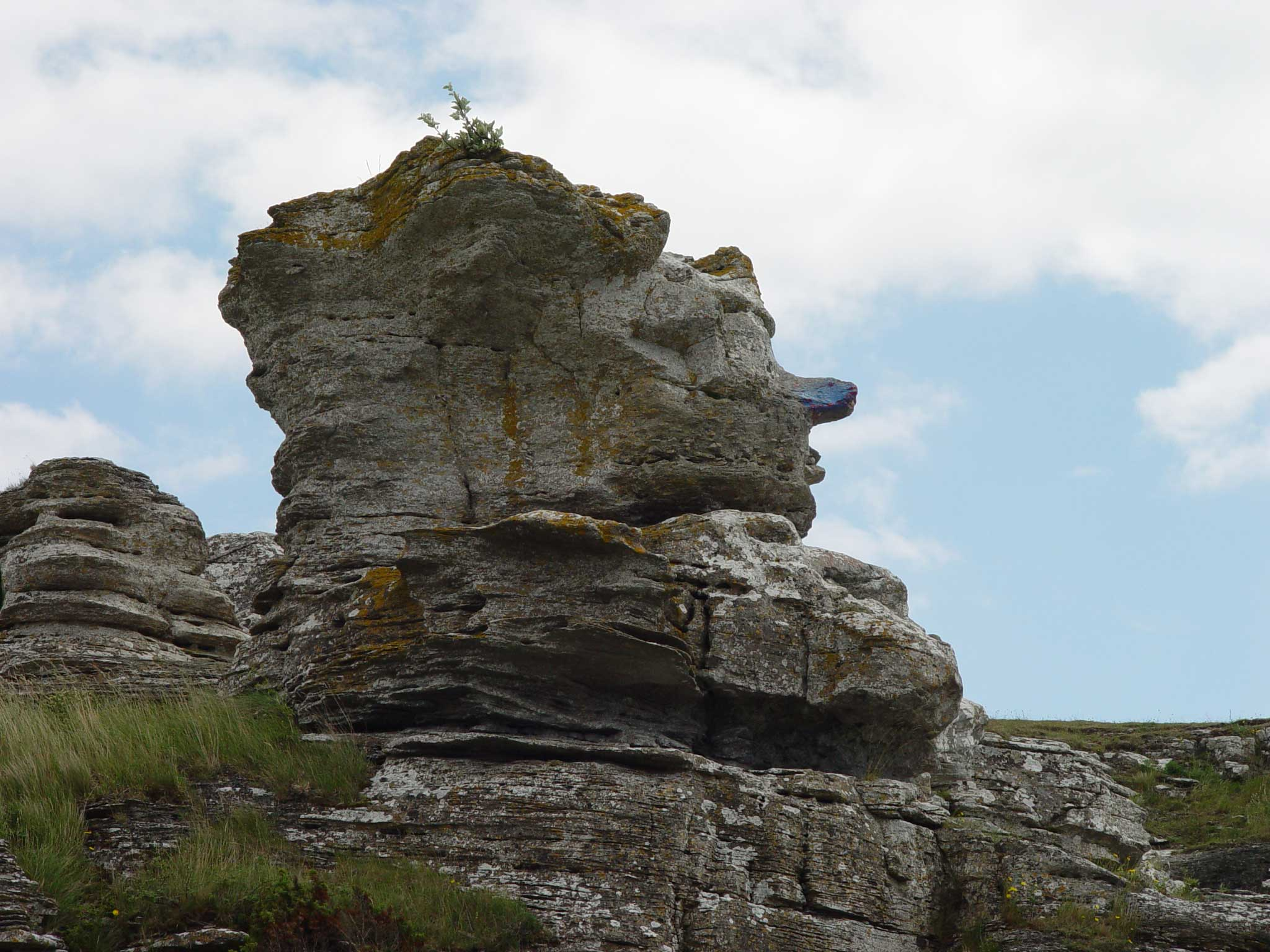
瑞典哥得蘭島Hoburgen岩（英语：Hoburgen）的“老人像”，由石灰石形成
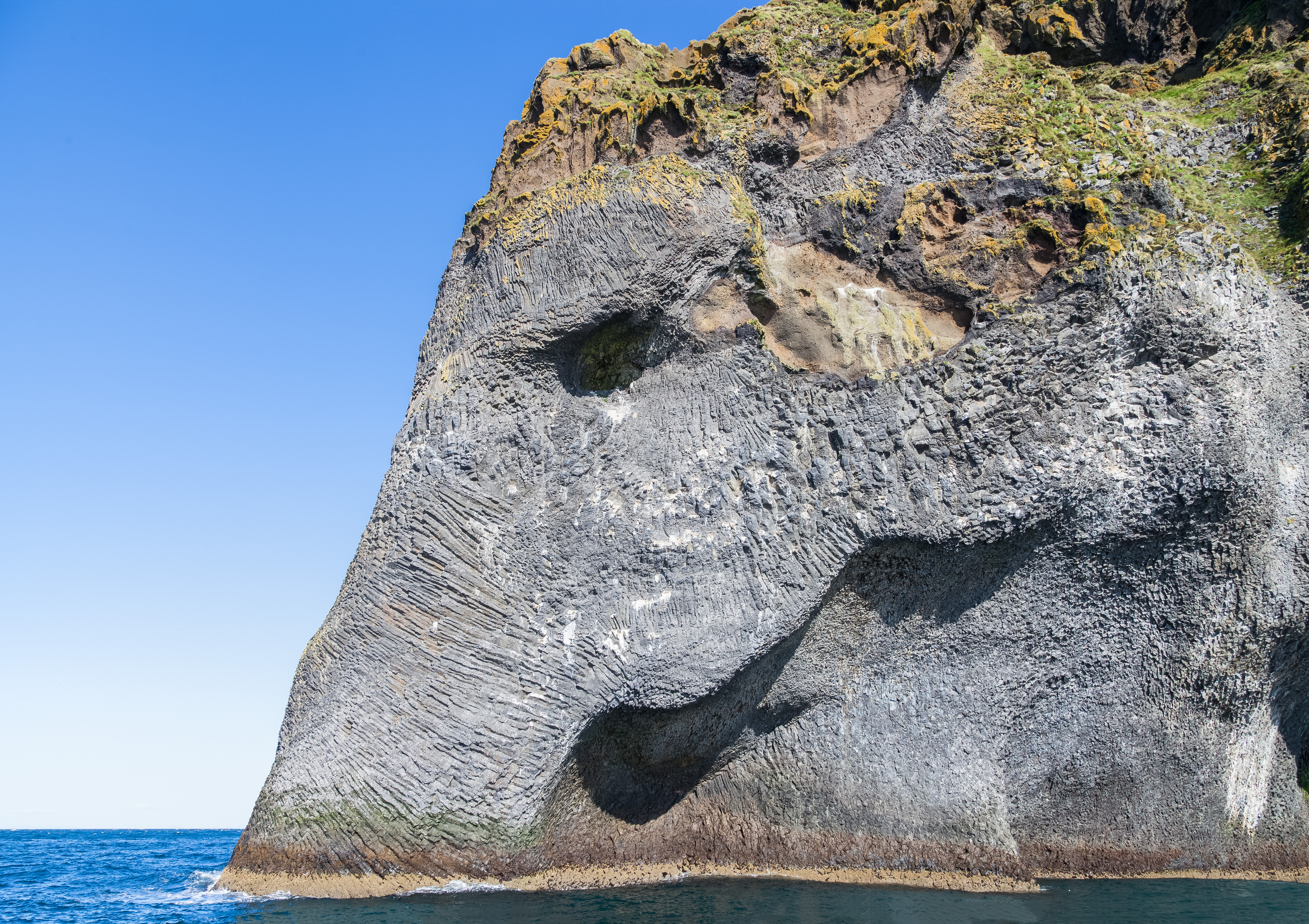
冰岛赫馬島的“象石”
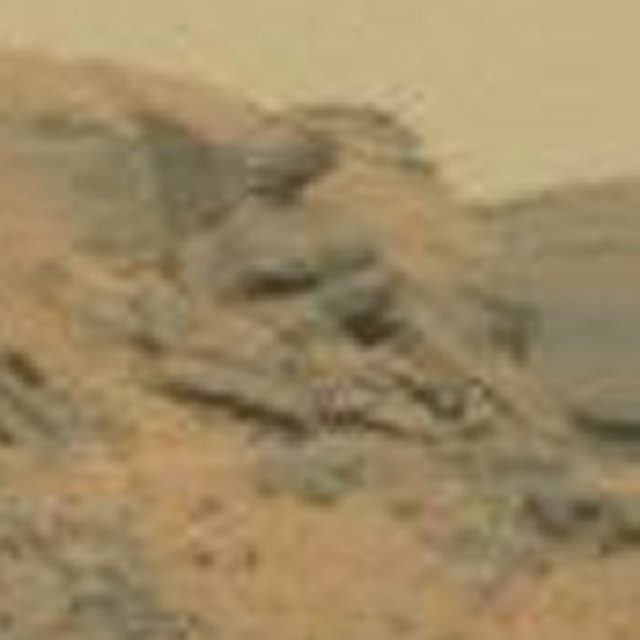
火星上的“卧佛”[12]（好奇號，2014年10月7日）
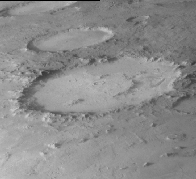
火星伽勒撞擊坑的“笑脸”（維京1號，1970年代）
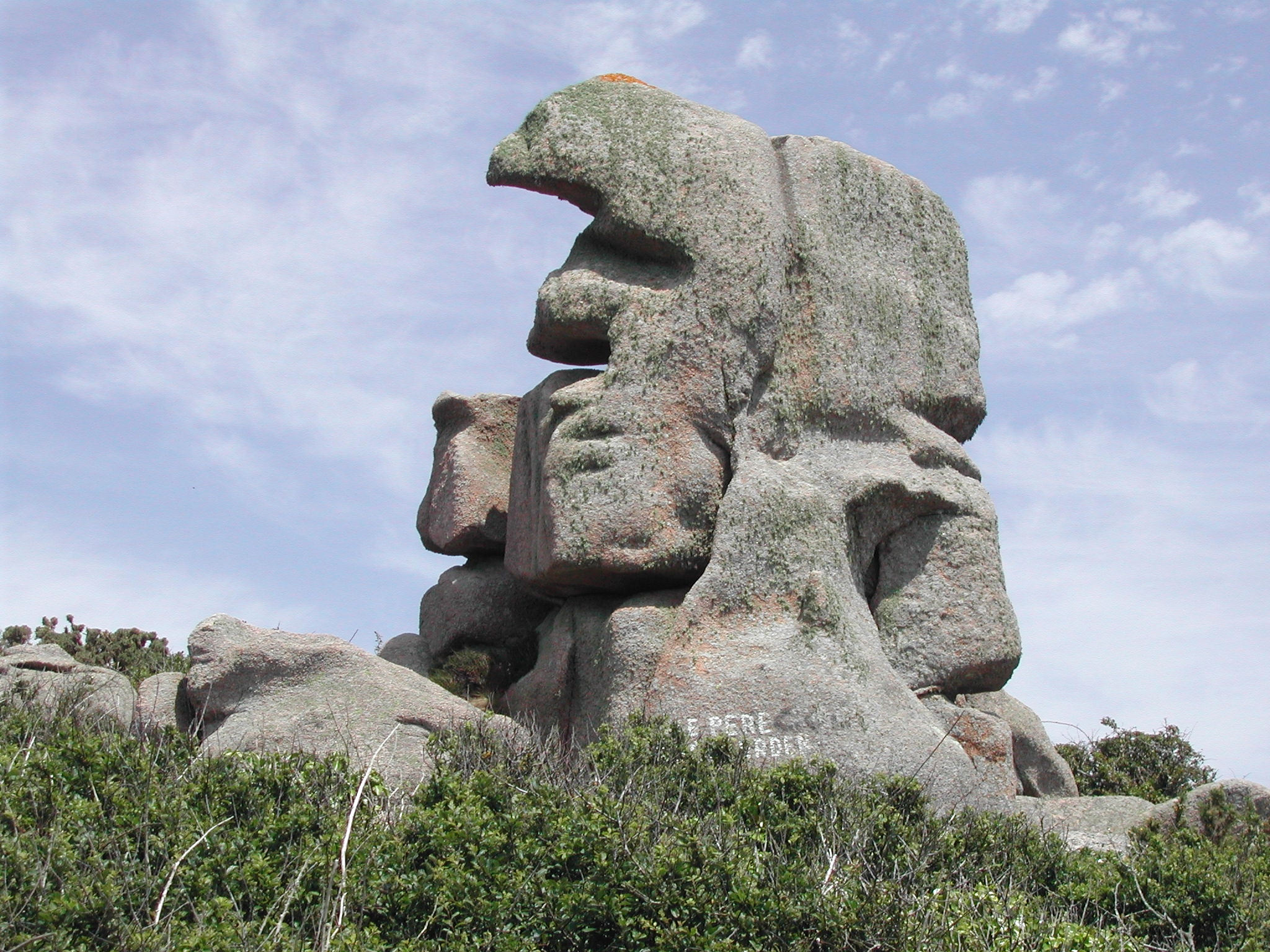
法国阿摩尔滨海省特雷伯尔当的“特雷伯尔当之父”
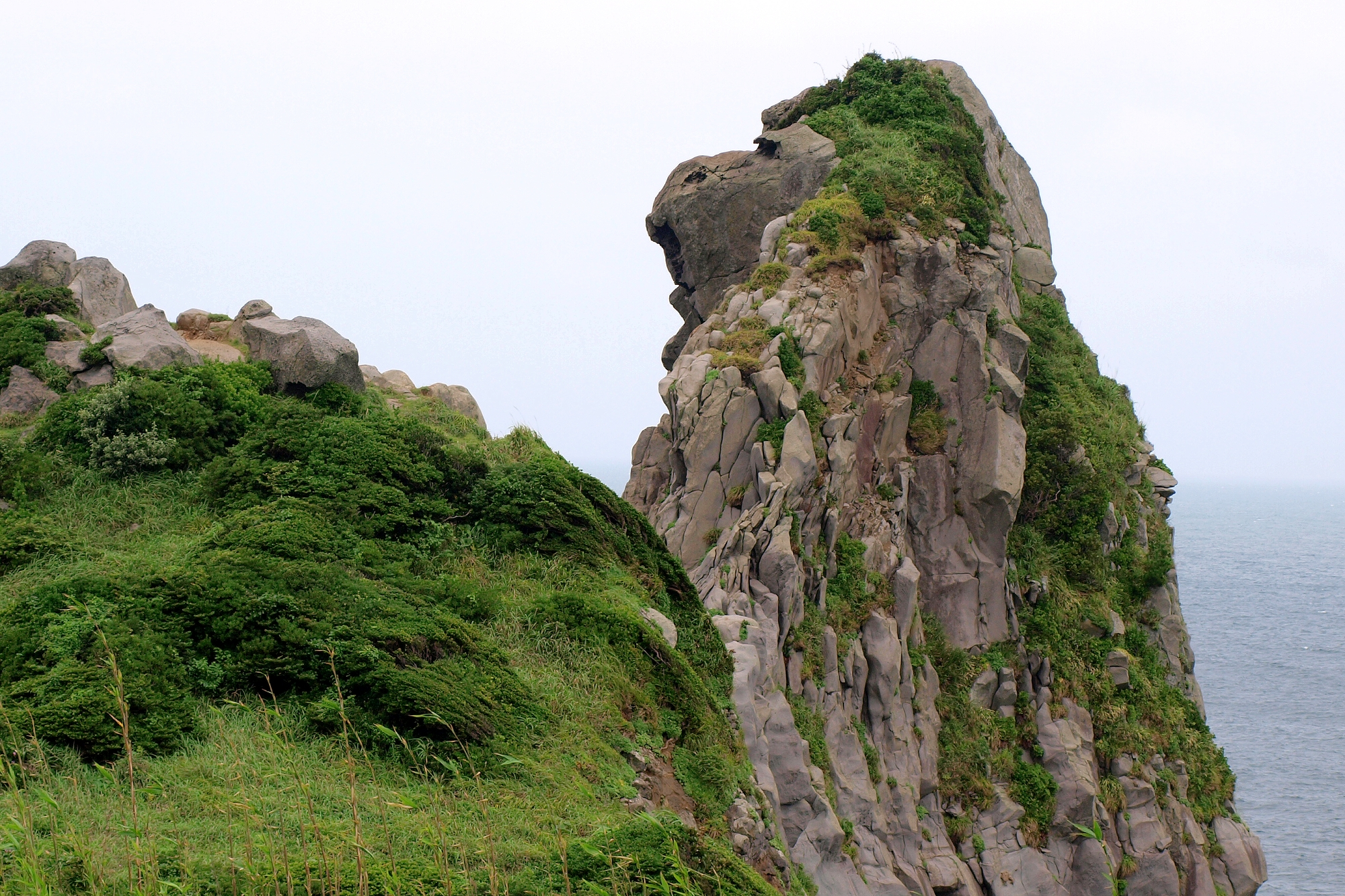
日本长崎县壹岐島的“猴石”
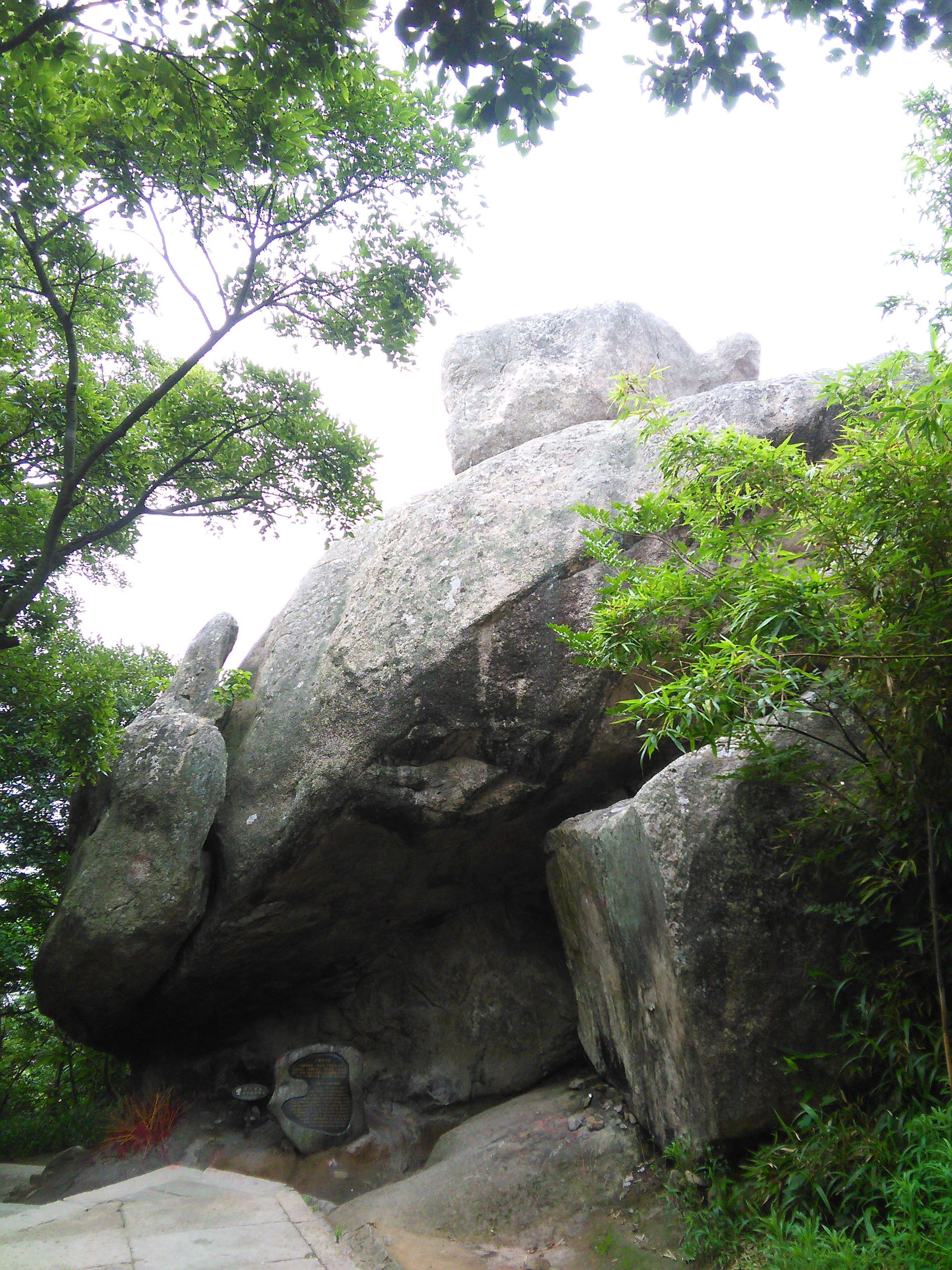
中国浙江省普陀山的“二龟听法石”
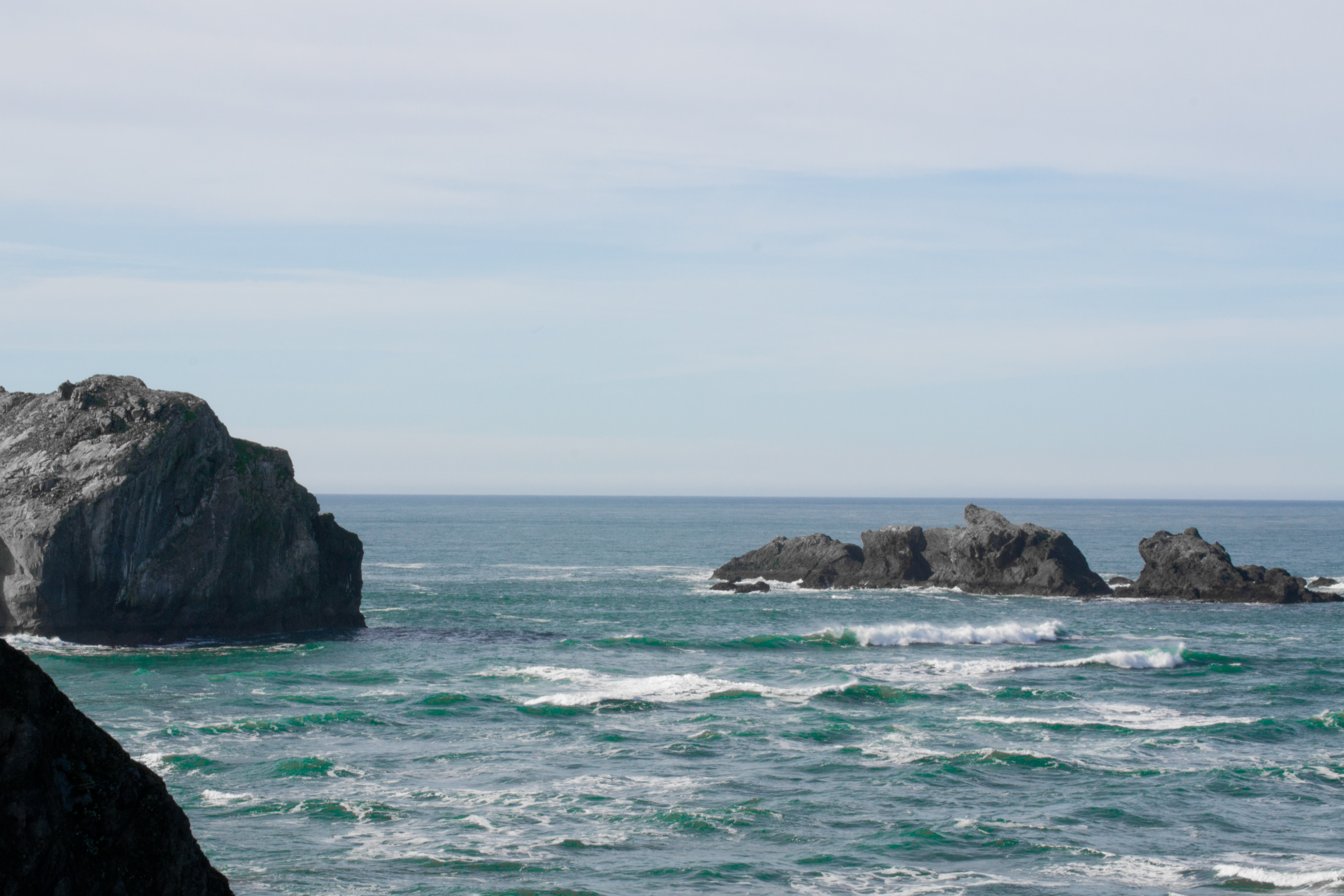
临近美国俄勒冈州班登（英语：Bandon, Oregon）的人面石景点
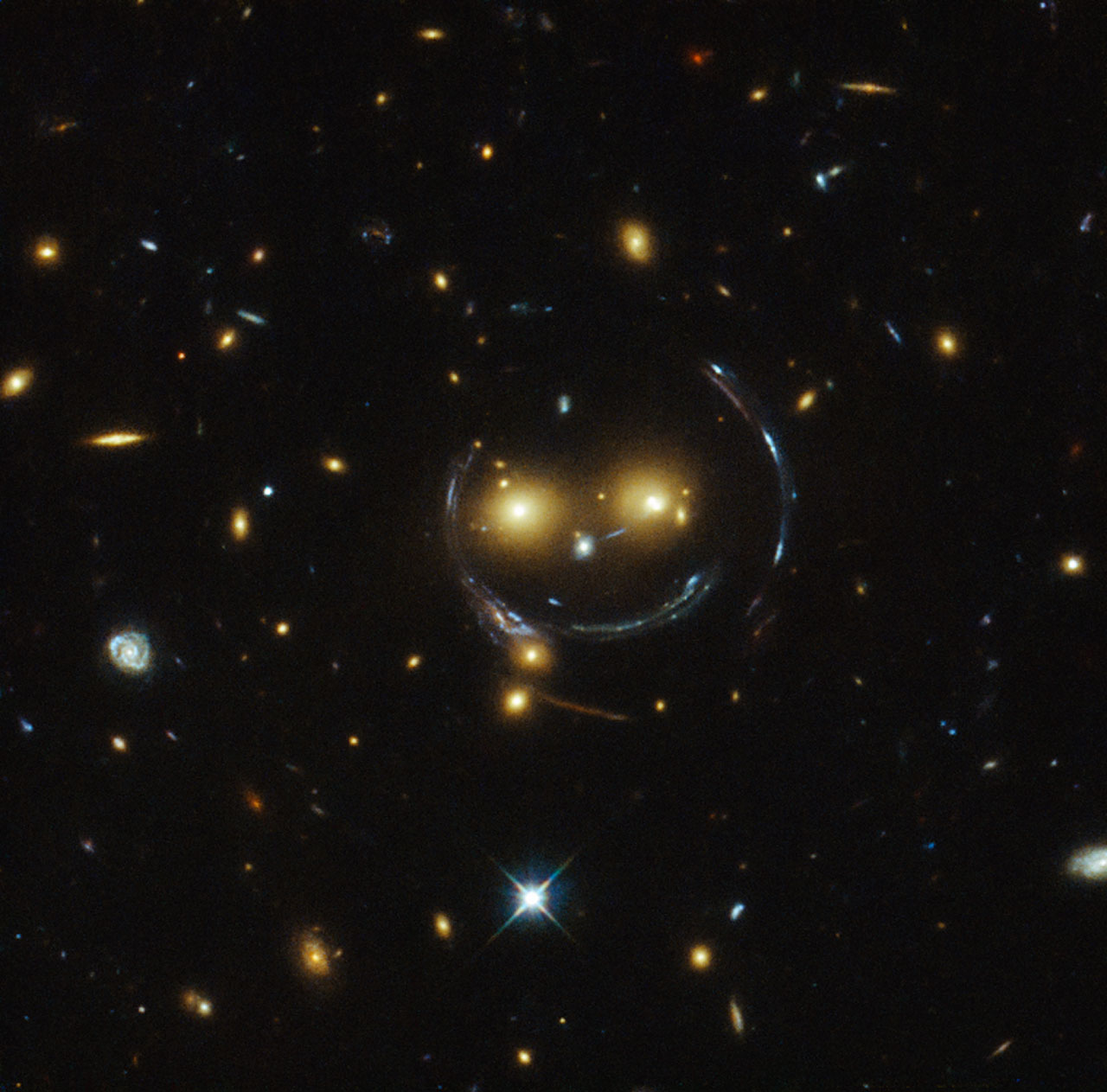
“宇宙大笑脸”
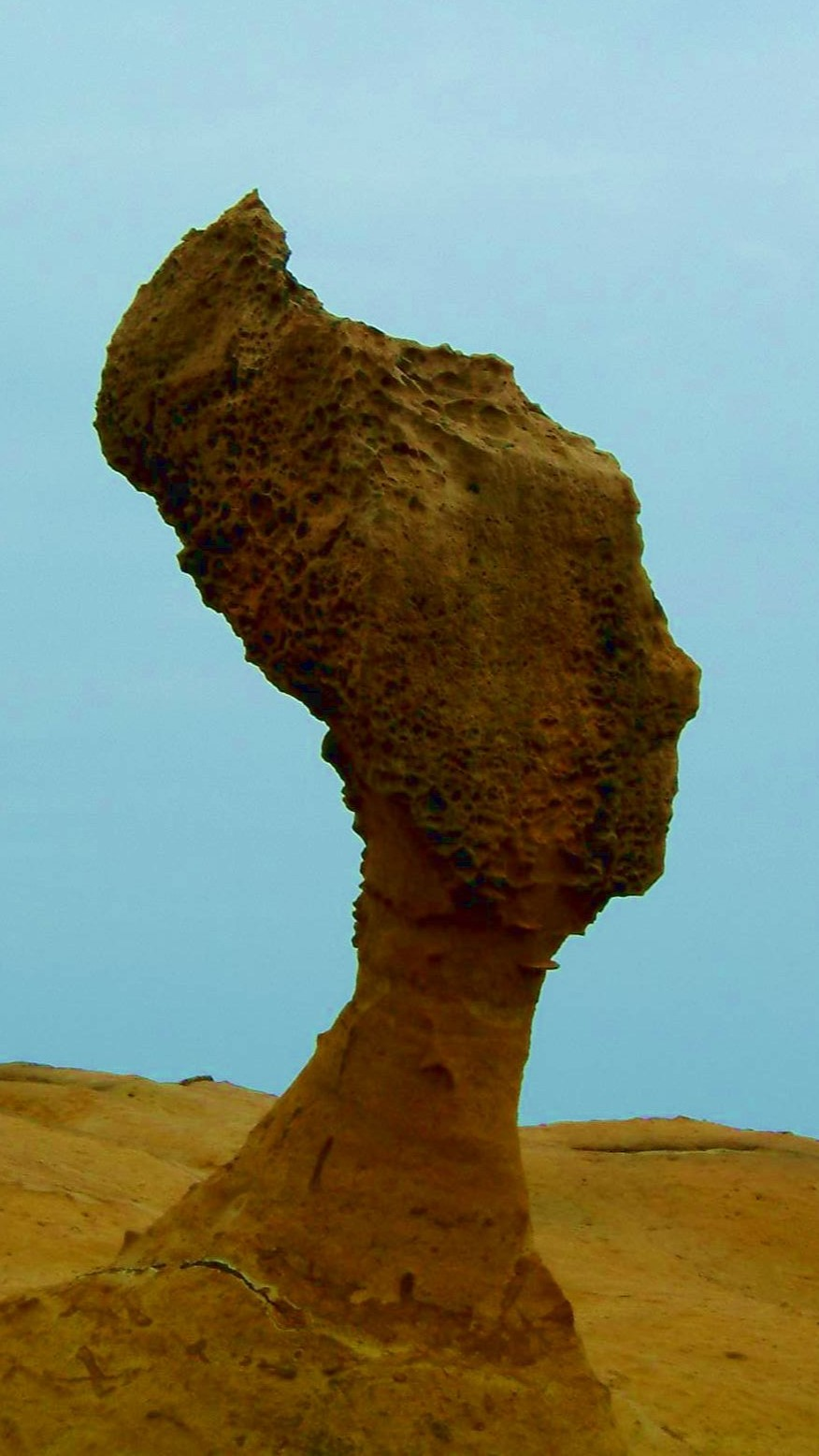
台湾新北野柳的“女王头”
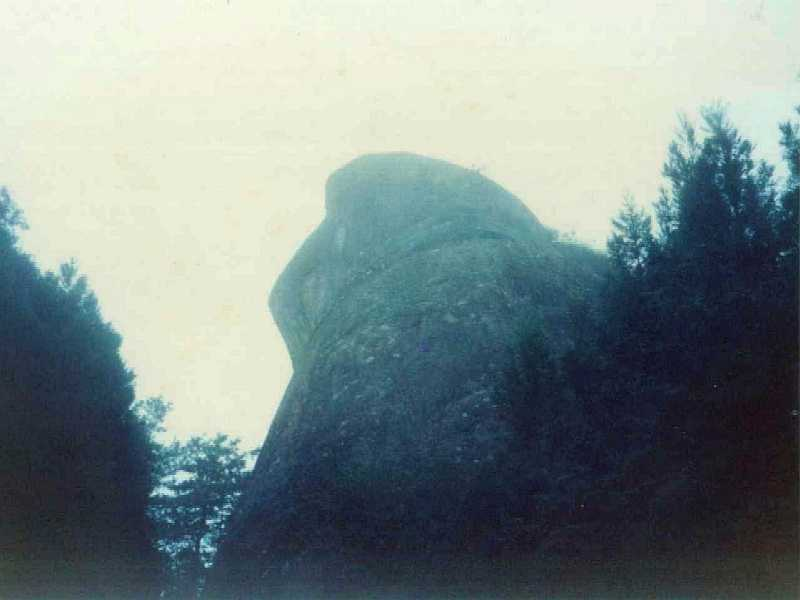
台灣嘉義縣阿里山的「眠月石猴」，又稱為「達摩岩」，攝於1988年。現已毀損。